# Ornatispora taiwanensis
Ornatispora taiwanensis är en svampart som först beskrevs av Sivan. & W.H. Hsieh, och fick sitt nu gällande namn av K.D. Hyde, Goh, Joanne E. Taylor & J. Fröhl. 1999. Ornatispora taiwanensis ingår i släktet Ornatispora, klassen Sordariomycetes, divisionen sporsäcksvampar och riket svampar.   Inga underarter finns listade i Catalogue of Life.